# کایرا رامشاو
کایرا رامشاو (انگلیسی: Keira Ramshaw؛ زادهٔ ۱۲ ژانویهٔ ۱۹۹۴) بازیکن فوتبال اهل بریتانیا است.
وی همچنین در تیم ملی فوتبال England U19 بازی کرده‌است.